# 埤子頭鎮福廟

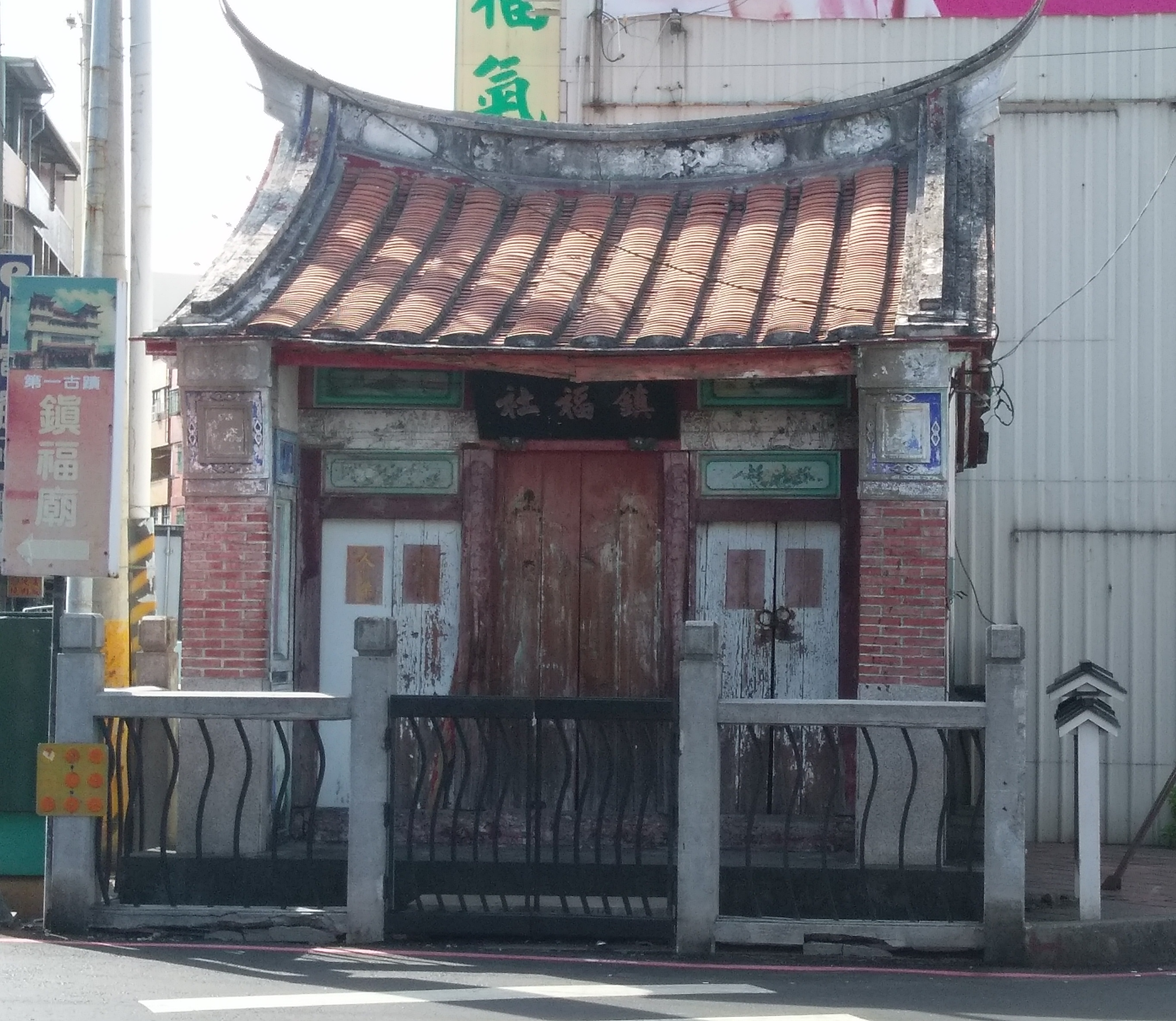
埤子頭鎮福廟（鎮福社）舊廟

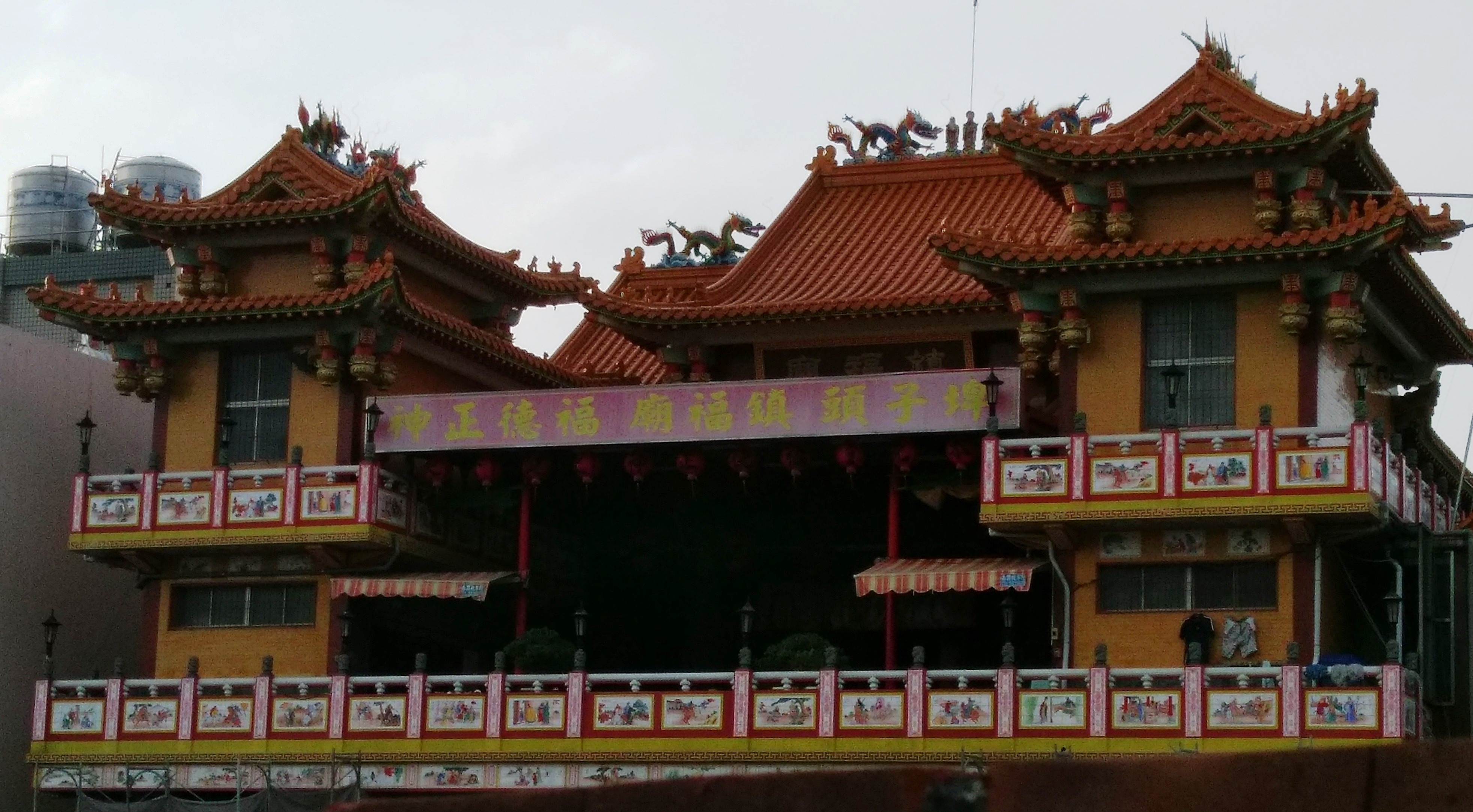
新廟的正殿外觀與鐘鼓樓

埤仔頭鎮福廟，位於台灣高雄市左營區左營大路6巷81號3樓，主祀福德正神，舊廟鎮福社與鳳山縣舊城一同被列為國定古蹟。

## 歷史
創建於明末永曆十五年（1661年），鎮福廟本稱「鎮福社」，信徒稱「埤仔頭土地公廟」，是埤仔頭和鳳山縣舊城北門「拱辰門」的守護神。
福德正神神靈庇佑家戶平安，五穀豐收，當地先民為慶賀，就農曆八月十五擴大為福德正神祝壽。鎮福廟起初為土塊竹造建成的，且甚為矮小及簡陋。在1825年（清道光五年）與舊城同時整修。鎮福社在二次大戰時毀於戰火，1945年再度整修。
1961年，廟宇原始結構已腐朽不堪，經全體信徒同意後，整建加強磚造，並建設前亭，側邊一間平房。

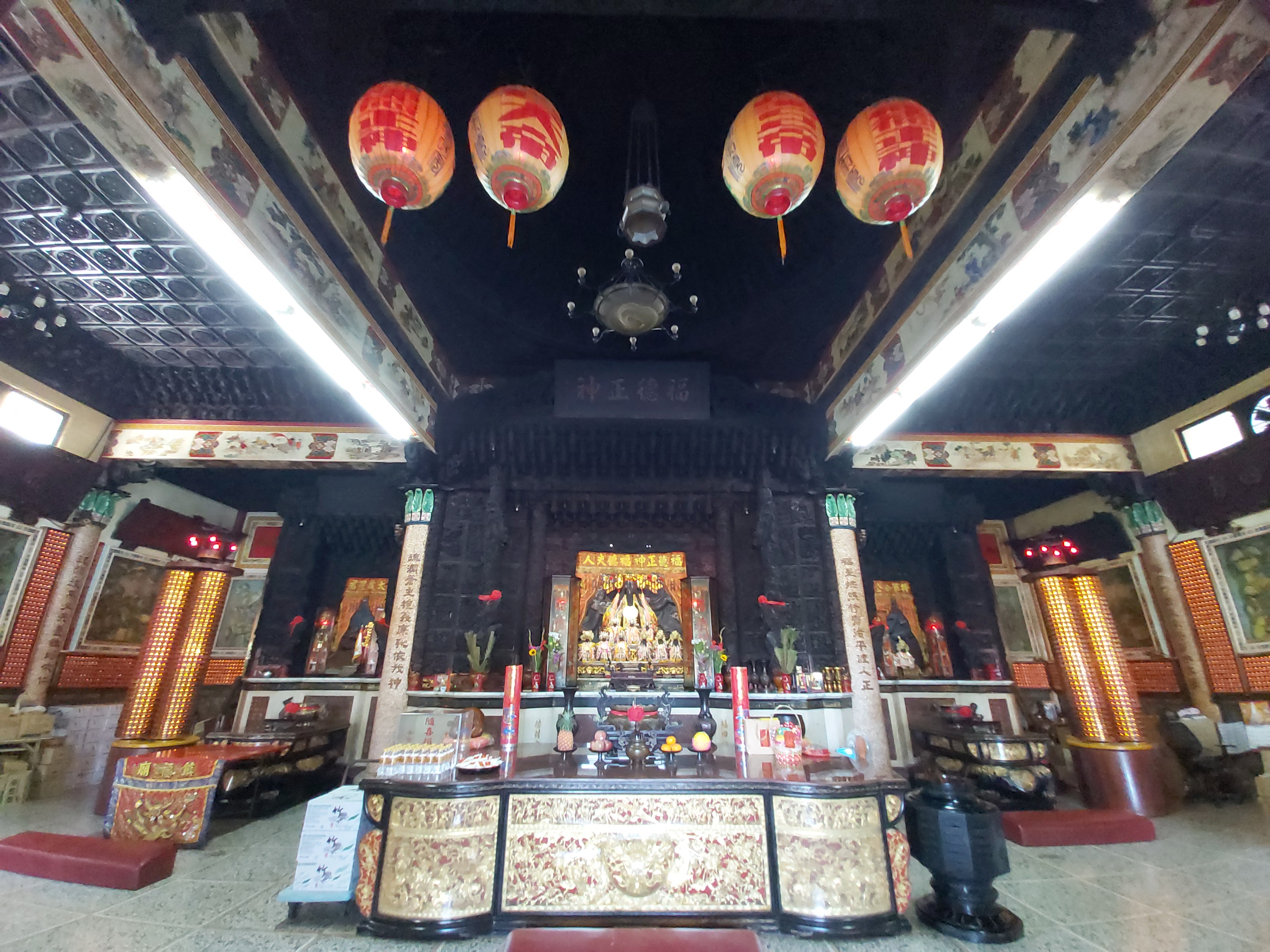
埤子頭鎮福廟新廟正殿

1969年，高雄市左營區都市計劃公佈，鎮福社剛好位於勝利路與埤子頭街計劃道路範圍內，於是遷建至現址。
1983年，於現址開始興建鎮福廟，1984年完工落成。

## 祀神
埤仔頭鎮福廟主祀福德正神，陪祀福德夫人、將軍爺公、太歲星君、五營官將、文武判官、虎爺。

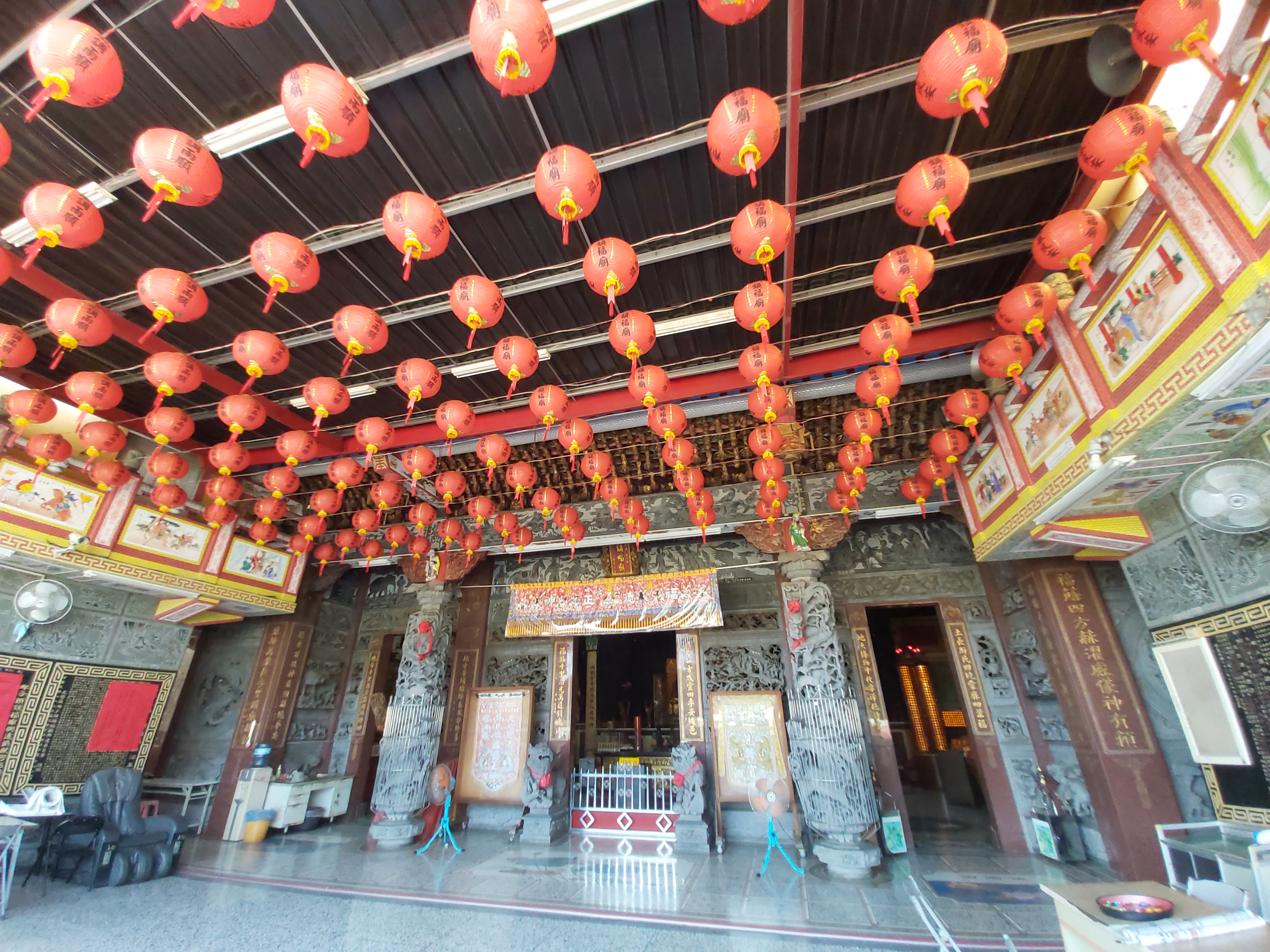
正殿前庭
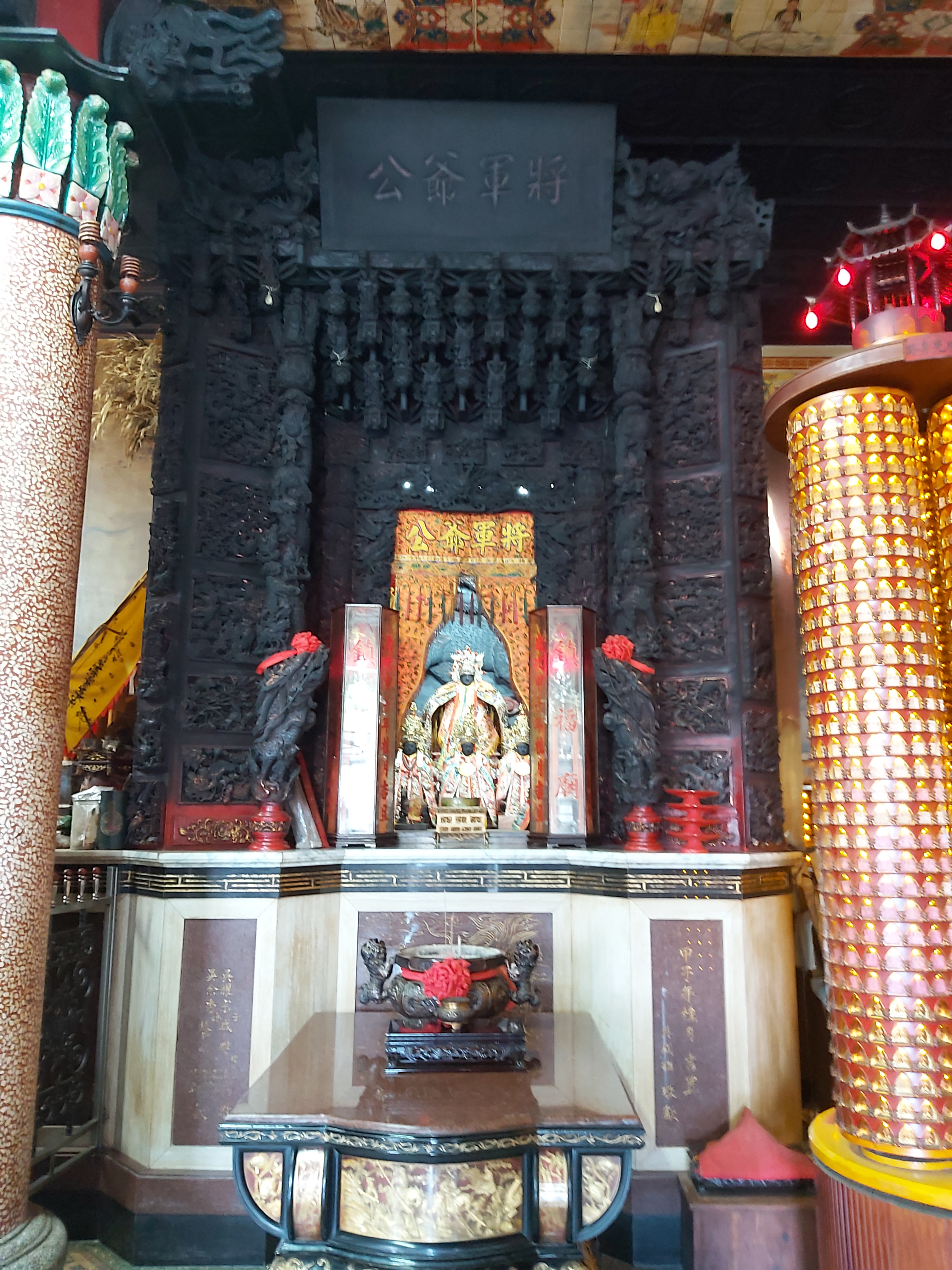
將軍爺公神龕
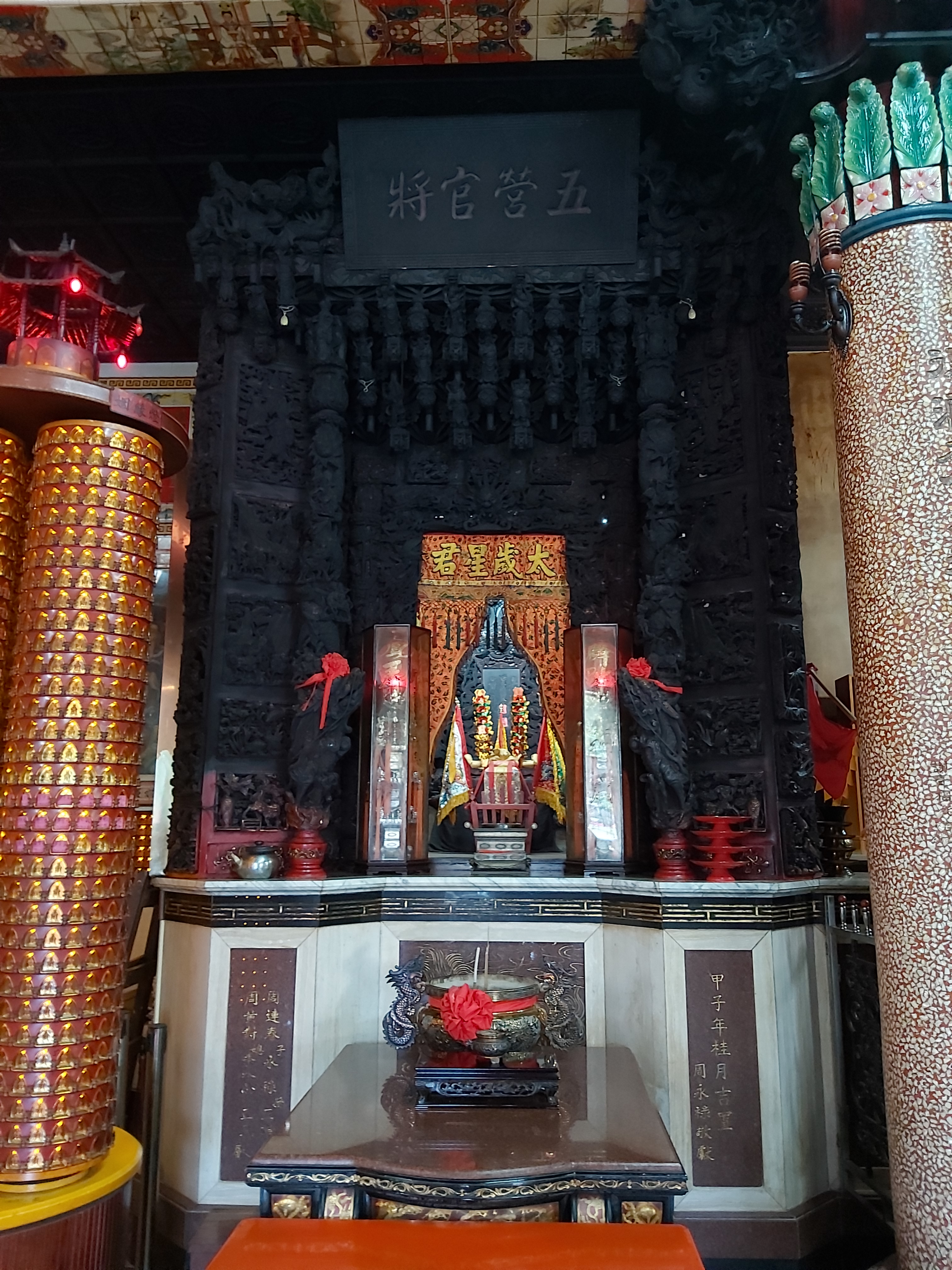
五營官將暨太歲星君
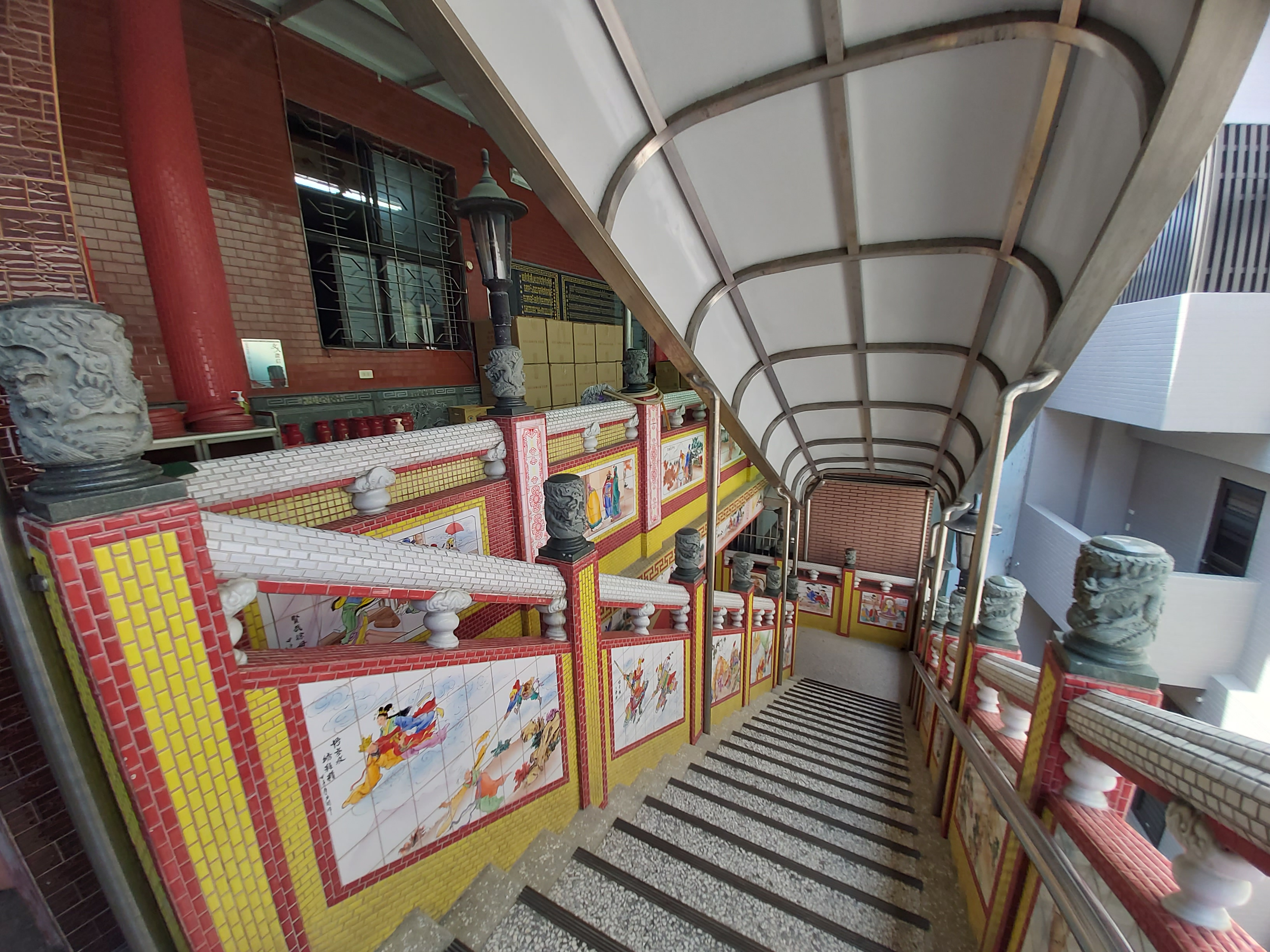
參拜階梯

## 外部連結
- 左營埤子頭鎮福廟的Facebook專頁